# Марш Будённого
Марш Будённого (также Марш красных кавалеристов) — военный марш Красной Армии в честь бойцов и командиров 1-й Конной армии.

## Текст марша Будённого
Музыка: Даниил Покрасс и Дмитрий Покрасс. Слова: Анатолий Д’Актиль (Анатолий Френкель). 1920 год.

Мы — красные кавалеристы,

И про нас

Былинники речистые

Ведут рассказ —

О том, как в ночи ясные,

О том, как в дни ненастные

Мы гордо и смело в бой идём!

Припев:

Веди, Будённый, нас смелее в бой!

Пусть гром гремит,

Пускай пожар кругом, пожар кругом.

Мы беззаветные герои все,

И вся-то наша жизнь есть борьба.

Будённый — наш братишка,

С нами весь народ.

Приказ — голов не вешать

И глядеть вперёд!

Ведь с нами Ворошилов,

Первый красный офицер,

Сумеем кровь пролить за СССР!

Припев

Высо́ко в небе ясном вьётся алый стяг,

Мы мчимся на конях, туда, где виден враг.

И в битве упоительной

Лавиною стремительной —

Даёшь Варшаву, дай Берлин —

И врезались мы в Крым!

Припев

## Версии марша
Слова марша были написаны в 1920 году, когда Союза Советских Социалистических Республик ещё не существовало, в связи с чем упоминание об «СССР» во втором куплете могло появиться не ранее 1922 года. Исследователи и историки песни пытались отыскать вариант 1920 года, но безуспешно, ни рукописи, ни публикаций песни, относящихся ко времени гражданской войны, никому из них обнаружить вплоть до сегодняшнего дня так и не удалось. Самая первая публикация «Марша Будённого» относится к 1923 году. К тому времени и мелодия, и текст песни уже приняли окончательный вид, в котором песня и известна сегодня.
В исполнении Ансамбля песни и пляски Российской армии им. А. В. Александрова первая строка марша также звучит в варианте «Мы — Красная кавалери́я» (с ударением на предпоследнем слоге), который считается более ранним вариантом данного марша.